# Cedusa yarosa
Cedusa yarosa är en insektsart som beskrevs av Kramer 1986. Cedusa yarosa ingår i släktet Cedusa och familjen Derbidae. Inga underarter finns listade i Catalogue of Life.